# Johann Christian Wilhelm Augusti
Johann Christian Wilhelm Augusti (* 27. Oktober 1771 in Eschenbergen; † 28. April 1841 in Koblenz) war ein deutscher evangelischer Theologe, Christlicher Archäologe und Orientalist.

## Leben
Als Sohn des Pfarrers Ernst Friedrich Anton Augusti (1738–1827) und Enkel des später zum Christentum konvertierten Rabbiners Josua Ben Abraham Eschel oder Herschel besuchte Augusti das Gymnasium Illustre in Gotha. Ab 1790 studierte er an der Universität Jena. Er habilitierte sich 1798 und wurde an derselben Universität zum Privatdozenten ernannt. Seit 1800 a. o. Professor der Philosophie, wurde Augusti 1803 o. Professor für Orientalische Sprachen. 1808 promovierte er an der Universität Rinteln zum Doktor der Theologie. 1812 ging er als Theologieprofessor an die neue Schlesische Friedrich-Wilhelm-Universität Breslau, deren Rektor er sogleich 1812/13 und 1813/14 wurde.
1819 wechselte er auf den Lehrstuhl für Theologie der Rheinischen Friedrich-Wilhelms-Universität Bonn, wo er wiederum als Rektor 1818/19 und erneut 1823/24 wirkte. 1828 ernannte man ihn zum Oberkonsistorialrat und 1835 zum Konsistorialdirektor. Am 16. Januar 1823 erfolgte die Verleihung des Roten Adlerordens 3. Klasse durch Friedrich Wilhelm III. an Augusti.
Sein Nachlass wurde 1971 von Paul Augusti, dem letzten direkten Nachkommen, an das Bonner Stadtarchiv übereignet. Es handelte sich um insgesamt 40 Schriftstücke. 2012 wurden sechs weitere Briefe Augustis an seine Frau Ernestine Elisabeth Charlotte, darunter ein Brautwerbebrief, angekauft.

## Werke
- Übersetzung und Erläuterung einzelner Stücke des Koran (1798)
- Exegetisches Handbuch des A. T. (1797 bis 1800)
- Ausgabe der Apokryphen des A. T. (1804)
- Grundriß  einer historisch-kritischen Einleitung ins A. T. (1806)
- Denkwürdigkeiten aus der christlichen Archäologie (1817 bis 1831, zwölf Bände)
- Kritik der neuen preußischen Kirchenagende (Bonn 1824)
- Näheren Erklärung über das Majestätsrecht (Bonn 1825)
- Corpus librorum symbolicorum, qui in ecclesia reformatorum auctoritatem publicam obtinuerunt (1827)
- Bemerkungen über die neue Organisation der evangelischen Kirche des Großherzogthums Hessen (1833)
- Historische Einleitung in die beiden Hauptkatechismen der evangelischen Kirche (1834)
- Handbuch der christlichen Archäologie. Dyk, Leipzig 1836–1837 (Digitalisat, Bd. 1; Bd. 2; Bd. 3).